# Spencer Anderson
Spencer Anderson (Bowie, 7 giugno 2000) è un giocatore di football americano statunitense che milita nel ruolo di guardia per i Pittsburgh Steelers della National Football League (NFL).

## Carriera

### Pittsburgh Steelers
Al college Anderson giocò a football a Maryland. Fu scelto nel corso del settimo giro (251º assoluto) del Draft NFL 2023 dai Pittsburgh Steelers. Malgrado la bassa scelta nel draft riuscì a entrare nei 53 uomini per l'inizio della stagione regolare alla fine della pre-stagione e debuttò come professionista subentrando nella gara del quarto turno contro gli Houston Texans. La sua prima stagione si chiuse con 8 presenze, nessuna delle quali come titolare.